# Pterolophia postfuscomaculata
Pterolophia postfuscomaculata är en skalbaggsart som beskrevs av Stefan von Breuning 1973. Pterolophia postfuscomaculata ingår i släktet Pterolophia och familjen långhorningar. Inga underarter finns listade i Catalogue of Life.